# Micropterus treculii
A Micropterus treculii a sugarasúszójú halak (Actinopterygii) osztályának sügéralakúak (Perciformes) rendjébe, ezen belül a díszsügérfélék (Centrarchidae) családjába tartozó faj.

## Előfordulása
A Micropterus treculii előfordulási területe az észak-amerikai kontinensen van. Az Amerikai Egyesült Államok egyik endemikus hala. A következő vizekben található meg: az Edwards-fennsíkon (Edwards Plateau) levő Brazos folyóban, valamint a Colorado, a San Antonio és a Guadalupe folyókban. A Nueces folyó felső szakaszába betelepítette az ember.

## Megjelenése
Eddig a legnagyobb kifogott egyede 44,4 centiméteres és 1,7 kilogrammos volt.

## Életmódja
Szubtrópusi és mérsékelt övi, édesvízi halfaj, amely a mederfenék közelében él. Gyakran a kavicspadokon figyelhető meg.

## Felhasználása
A Micropterus treculii-t, csak a sporthorgászok fogják ki.